# Clos Landar
Clos Landar is een landgoed in de Franse gemeente L'Arbresle. Het bevindt zich op korte afstand van het stadhuis.
Het domein is gelegen op de helling van een heuvel en omvat een herenhuis, een onderkomen voor werklui, stallen en een mooie tuin. Het herenhuis werd gebouwd begin negentiende eeuw en dankt zijn naam aan een belangrijke familie uit Lyon. De familie Landar, die een aantal vooraanstaande leden telde, bewoonde het domein vanaf 1824.
Op 6 oktober 1877 huwde Jeanne Julie Landar met Nizier Philippe, thaumaturg, beter bekend als Meester Philippe van Lyon. Philippe, die doktersstudies had gedaan, richtte een laboratorium in op het domein.
Naar aanleiding van de herdenking van de honderdste verjaardag van het overlijden van Meester Philippe in 2005 werd de Clos Landar erkend als een belangrijk historisch landgoed, dat niet verloren mag gaan. Het landhuis krijgt een nieuwe bestemming en zal ingericht worden als museum. Het museum gewijd aan Meester Philippe zal onderdak vinden in onder andere de zitkamer, de keuken en de slaapkamer. De overige vertrekken zullen aangewend worden voor andere belangrijke personen uit L’Arbresle, zoals Barthélemy Thimonnier, Claude Terrasse, Antonin Dubost, André Lassagne.